# Margaret Kuenne Harlow
Margaret Ruth "Peggy" Kuenne Harlow (San Luis, Misuri, Estados Unidos; 29 de agosto de 1918-11 de agosto de 1971) fue una psicóloga estadounidense enfocada en la rama de la psicología del desarrollo. Estuvo casada con Harry Harlow desde 1946 hasta su muerte en 1971.

## Biografía
Margaret Ruth Kuenne nació en San Luis el 29 de agosto de 1918 como hija de Edward S. Kuenne y Margaret E. Kuenne. Era la mayor de tres hermanos (sus hermanos eran el economista Robert E. Kuenne y la física atómica Dorothy Kuenne Stearns).
Recibió su licenciatura de la Universidad de Washington (donde fue miembro de Phi Beta Kappa, a la edad de veinte años) y su maestría de la misma universidad dos años después en 1940. Recibió su doctorado en psicología de la Universidad de Iowa, donde junto a Kenneth Spence estudió las teorías de Clark L. Hull sobre el condicionamiento en niños en 1944. Su disertación consideró cómo la investigación teórica podría llevarse a cabo con niños para cerrar la brecha entre estudios con humanos maduros y estudios con animales como monos.

## Carrera profesional
Después de recibir su doctorado, trabajó como instructora en la Universidad de Minnesota durante dos años antes de convertirse en profesora asociada en la Universidad de Wisconsin en 1946.
Poco después de su llegada a la Universidad de Wisconsin, Harry Harlow la reclutó para realizar estudios con niños y complementar su trabajo de aprendizaje con monos. Reunió a un pequeño grupo de niños con un coeficiente intelectual alto y midió la velocidad a la que aprendían a resolver acertijos por una pequeña recompensa.
Permaneció en la Universidad de Wisconsin hasta su muerte, donde trabajó en estrecha colaboración con Harlow, con quien se casó en 1948 y se desempeñó como asociada de proyecto en su laboratorio de primates. (Las reglas de nepotismo de la universidad significaban que no se le permitió el estatus de profesora durante la mayor parte de su tiempo allí). Hacia el final de su carrera, crio monos en situaciones de familia nuclear para estudiar los efectos del amor paterno.
En 1965 regresó a la docencia como profesora en el Departamento de Psicología de la Educación y fue nombrada profesora titular en 1970.
Margaret Harlow fue una talentosa editora y administradora, así como una consumada psicóloga, además fue miembro destacado de la Sociedad para la Investigación en Desarrollo Infantil. Fundó la oficina de publicaciones de la Asociación Estadounidense de Psicología (ahora la Oficina de Publicaciones y Bases de Datos) en 1950 y se desempeñó como su primera directora.
Con Harry Harlow, publicó numerosos artículos y coeditó en la Revista de psicología comparada y fisiológica.

## Vida personal
Mientras trabajaban con Harry Harlow en la Universidad de Wisconsin, los dos desarrollaron gradualmente afecto el uno por el otro y se casaron el 3 de febrero de 1948 en Anamosa, Iowa. Mantuvieron el matrimonio en silencio con la esperanza de evadir las políticas de nepotismo de la universidad, pero la administración finalmente se enteró y Margaret se vio obligada a renunciar a su cátedra (aunque los Harlow lograron eludir la política de la universidad al contratarla como asociada de proyecto en el primate de Harry). laboratorio).
Aunque su familia siempre la había llamado "Margaret", Harry la llamaba "Peggy". Tuvieron dos hijos juntos; su hija Pamela nació en 1950 y su hijo Jonathan en 1953. La familia vivía en una casa que estaba cerca tanto de la universidad como del zoológico.
En 1967 a Margaret le diagnosticaron cáncer de mama. Continuó trabajando durante varios años más, citando el deseo de enseñar como profesora titular como fuerza impulsora, pero lamentó que probablemente no vería los resultados de los estudios de su familia nuclear con monos.  
Falleció el 11 de agosto de 1971.